# Pide un deseo
Pide un deseo (Wish Upon a Star) es una película de 1996 para la televisión dirigida por Blair Treu, escrita por Jessica Barondes, y protagonizada por Katherine Heigl y Danielle Harris. Traducida al español como Pide un deseo. La película está centrada en dos jóvenes hermanas quienes mágicamente intercambian de cuerpos gracias a un deseo concedido por una estrella fugaz. Ambas viven varios días la vida de la otra, con algunos intentos de sabotear la reputación y logro de la otra; sin embargo, son capaces de aprender y ayudarse entre ellas durante el camino. Siendo el lema principal de la película en el momento de su lanzamiento "I Wish I May, I Wish I Might, Become My Sister For A Night!"

## Argumento
Las hermanas Wheaton crecen compartiendo un hogar y la preparatoria, a pesar de ello, ambas creen que no comparten nada más en común. A los 18 años de edad, Alexia (Katherine Heigl) era popular y sus preocupaciones en la vida eran vestir a la moda y estar con su novio atleta, al tiempo que le otorgaba el menor esfuerzo a sus estudios académicos. Por otro lado, Hayley (Danielle Harris) a los 15 años es una chica reservada que admira la popularidad de su hermana y se dedica a obtener excelencias en el colegio, particularmente en ciencias y matemáticas. Una rivalidad entre Hayley y Alexia las separa; mientras Hayley se encuentra frustrada por el pobre desempeño de su hermana, Alexia se mantiene alejada de su poco popular hermana menor. 
Una noche, Hayley se encuentra estudiando las estrellas para su clase de ciencias mientras que Alexia toma un baño en el jacuzzi externo de casa con su novio Kyle (Don Jeffcoat).  En ese momento, una estrella fugaz, cruza el cielo y Hayley decide pedir un deseo: convertirse en su hermana. Es entonces cuando voltea a verla y ella también se encuentra observando el cielo.  La mañana siguiente ambas descubren que ahora viven en el cuerpo de la otra. Hayley asume la responsabilidad del cambio confesando su deseo.  
Preocupada, Alexia le prohíbe a Hayley ir a la escuela ocupando su lugar y se remite a realizar una serie de experimentos e investigación sobre deseos para que Hayley pueda revertir su condición, claramente todos los intentos resultan fallidos. Hayley parece estar conforme con el cambio de roles, viviendo la vida de su hermana por un día, sintiendo el glamour de la vida normal de Alexia por ella misma. 
Cuando el primer día termina, se dan cuenta de que el deseo podría no ser revertible y que podrían quedarse así a menos que encontraran una solución. Del modo anterior, ambas pasan los días siguientes tratando de arruinar lo que más le importa en la vida a la otra, incluyendo vida social y actividades escolares, puesto que no saben cómo encontrar una solución a su problema. Un día, Hayley (en el cuerpo de Alexia) decide utilizar la misma ropa que utilizó el día anterior y Alexia (en el cuerpo de Hayley) viste como una dominatrix.  
Sus padres creen que no intervenir es una buena solución, puesto que justo comienzan una estrategia educativa que llaman como "manos libres". Eventualmente, durante el transcurso de la película, las hermanas comienzan a entender la vida de la otra y a verla con una perspectiva diferente. Mientras ambas empiezan a acostumbrarse a la vida de la otra, también comienzan a sentir una mejor conexión como hermanas. 
Cuando ambas pasan un tiempo buscando una estrella fugaz para pedir otro deseo, esta vez para revertir el primero, deciden esperar un día más y quedarse como la otra. El reto para Hayley (en el cuerpo de Alexia) es ayudarla a convencer a sus profesores de que no es una tonta, y el de Alexia (en el cuerpo de Hayley) es ayudarla a demostrarle a Hayle que ella puede conseguir un chico.   
Ambos planes resultan exitosos, así que deciden que es tiempo de regresar a sus cuerpos y se sientan afuera a esperar a que pase una estrella fugaz. Sin embargo, se quedan dormidas. Hayley despierta durante la noche justo a tiempo para pedir un deseo a una estrella. Cuando ella se levanta al día siguiente, se da cuenta de que el deseo no funcionó y sigue en el cuerpo de su hermana, así que cree que jamás podrán volver a la normalidad, pero se asusta y no le cuenta a su hermana lo sucedido. 
Alexia y Hayley acuden al Baile de Invierno, donde Hayley rompe a llorar y se confiesa ante su hermana, le cuenta sobre el deseo y la posibilidad de que no podrán volver a sus cuerpos. Alexia entonces también le confiesa que ella vio la primera estrella fugaz cuando estaba con su novio Kyle y deseó ser Hayley puesto que sentía envidia del intelecto de su hermana y sus increíblemente bien fundamentados planes para el futuro.   
Cuando se dan cuenta de que lo que funcionó aquella noche fue que ambas pidieron el mismo deseo, se sientan juntas afuera y viendo una estrella fugaz, deciden pedile a la estrella fugaz ser ellas mismas de nuevo. 
Al abrir los ojos, se encuentran emocionadas de saber que el deseo se volvió realidad y ambas vuelven a sus cuerpos originales, así que regresan al baile donde Alexia es coronada como reina y Hayley se encuentra con su vecino Simon y bailan juntos.

## Reparto
- Katherine Heigl - Alexia "Ally" Wheaton, hermana mayor de Hayley, quien se encuentra en su cuerpo.
- Danielle Harris - Hayley Wheaton, hermana menor de Alexia, quien se encuentra en su cuerpo.
- Don Jeffcoat    - Kyle Harding, novio de Alexia.
- Scott Wilkinson - Benjamin "Ben" Wheaton.
- Mary Parker Williams - Nan Wheaton.
- Lois Chiles - Directora Mittermiller.
- Ivey Lloyd  - Caitlin Sheinbaum, amiga de Hayley.
- Matt Barker - Simon, vecino de los Wheaton que se siente atraído por Hayley.
- Jacque Gray - Kazumi, amiga de Alexia.
- Kari White  - Talley, amiga de Alexia.
- January Sorensen - Sabrina, amiga de Alexia.

## Producción
Esta película fue filmada en Hunter High School en la Ciudad de West Valley en Utah. La película sostiene que el equipo de la escuela eran los Vikingos, sin embargo el equipo real se llama "Wolverines". El equipo real de básquetbol de la escuela era el equipo que jugó contra el equipo de la película. "Pide un deseo" se filmó a finales del año 1995, razón por la cual existe nieve en algunas escenas y Danielle Harris presenta marcas visibles de vapor en la boca al hablar cuando abre la puerta.  Moonpools & Caterpillars fue la banda de rock que apareció en la película durante el Baile de Invierno. Esta película muestra muchas similitudes con otras grabaciones del estilo, como por ejemplo "Un Viernes de Locos", en inglés Freaky Friday.
```
FreakyFriday
Flip
.
```

El 15 de agosto de 2002, la película fue relanzada en televisión en Disney Channel con un total de 3.4 millones de televidentes.

## Recepción
La película tuvo una buena aceptación según los informes de rating en Fox Weekly, dándole a la grabación un 8 de 10.